# Reliques sacrées

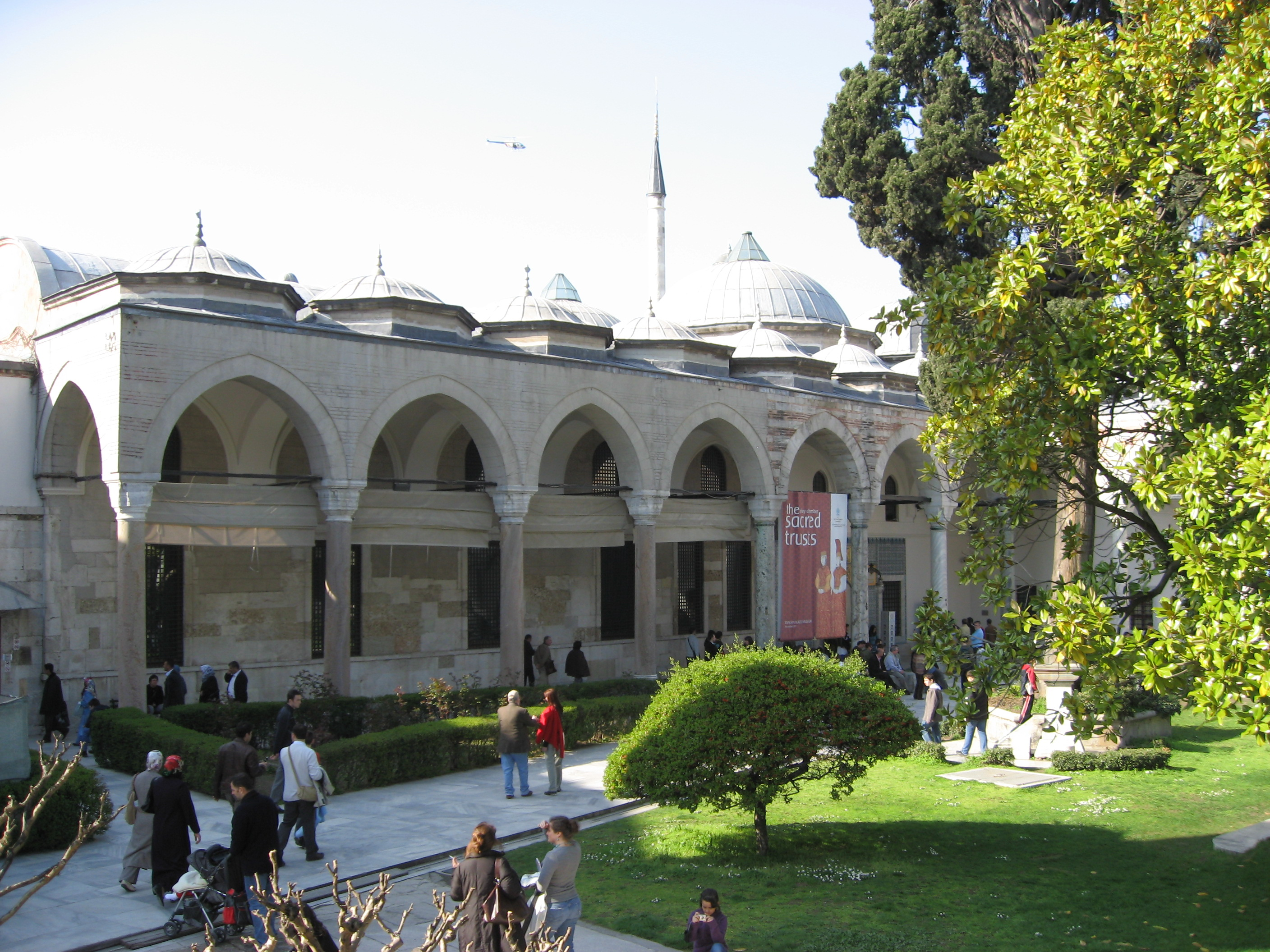
Les reliques sacrées sont conservées dans l'ancienne chambre privée du Palais de Topkapı.

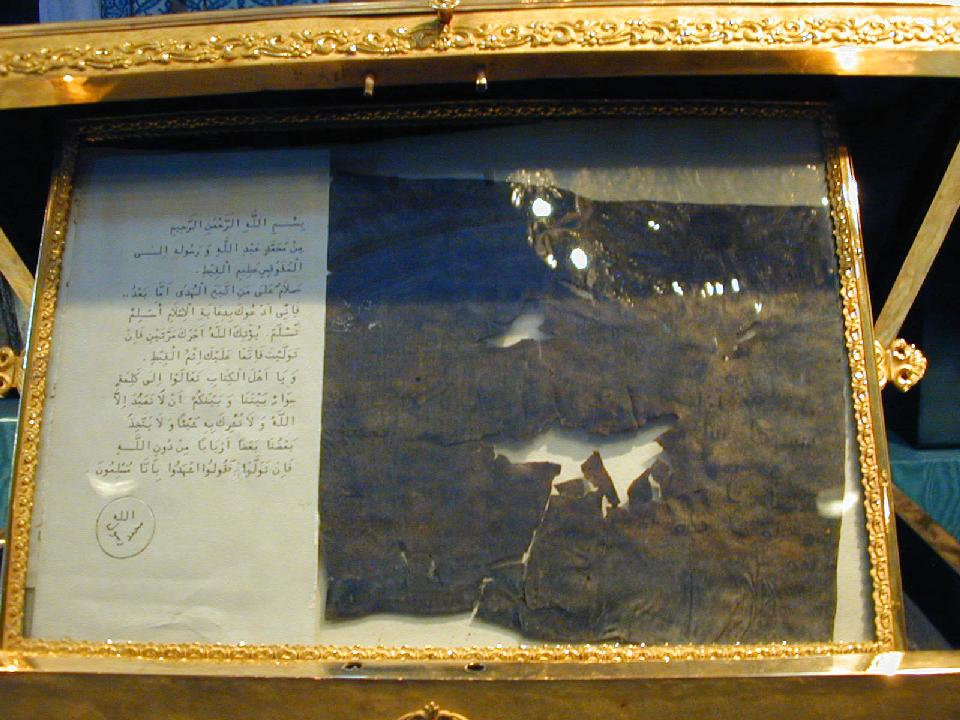
Lettre du prophète Mahomet

Les Reliques sacrées de l'islam (turc : Kutsal emanetler), dites aussi Reliques saintes, sont un ensemble d'objets religieux envoyés au sultan ottoman entre le XVIe et la fin du XIXe siècle.
Avec la conquête du monde arabe par le sultan Selim Ier (1517), le Califat passa des Abbassides, vaincus, aux sultans ottomans. Le manteau du prophète Mahomet, que conservait le dernier calife abbasside du Caire, Al-Mutawakkil III, fut donné à Selim Ier.
Les diverses reliques de Mahomet, ses successeurs, et d'autres objets associés au prophète furent emportés au palais de Topkapı à Istanbul, où ils sont encore aujourd'hui.
Les reliques sont entreposées dans l'ancienne Chambre privée du sultan (autrefois ses bureaux), dans la Troisième cour du palais.
- Le Şadırvanlı Sofa est la pièce qui contient la clé de la Kaaba, ses gouttières, le boitier de la Pierre Noire (Hacerü’l-Esved), et la Porte de Repentance.
- La Chambre Destimal est la pièce où l'on trouve le pot d'Abraham, le turban de Joseph, le bâton de Moïse, l'épée de David, des parchemins ayant appartenu à l'apôtre Jean, des reliques de Jean le Baptiste et l'empreinte de pied de Mahomet.
- La Chambre du Saint Manteau abrite, sous un dais de treillis d'argent, les coffres d'or qui contiennent le Saint Manteau et la Bannière de Mahomet, les deux reliques les plus importantes. Le Coran est lu en continu par un mufti dans la pièce qui précède cette salle.
- La Chambre d'Audience, dite aussi Maison des Pétitions (Arzhane) présente une dent du prophète (Dendan-ı Saadet), des poils de sa barbe (Sakal-ı Şerif), le sceau de Mahomet (Mühr-ı Saadet), une lettre autographe (Name-ı Saadet) et ses armes (épées, arcs), dans des reliquaires, œuvres d'artisans ottomans.Ces objets sont à proprement parler les Reliques sacrées (mukkaddes emanetler). On y trouve aussi les quatre épées des califes bien guidés.
- Une dernière salle présente d'autres objets précieux (ceintures d'ivoire, corans anciens, etc.)

## Le Saint Manteau

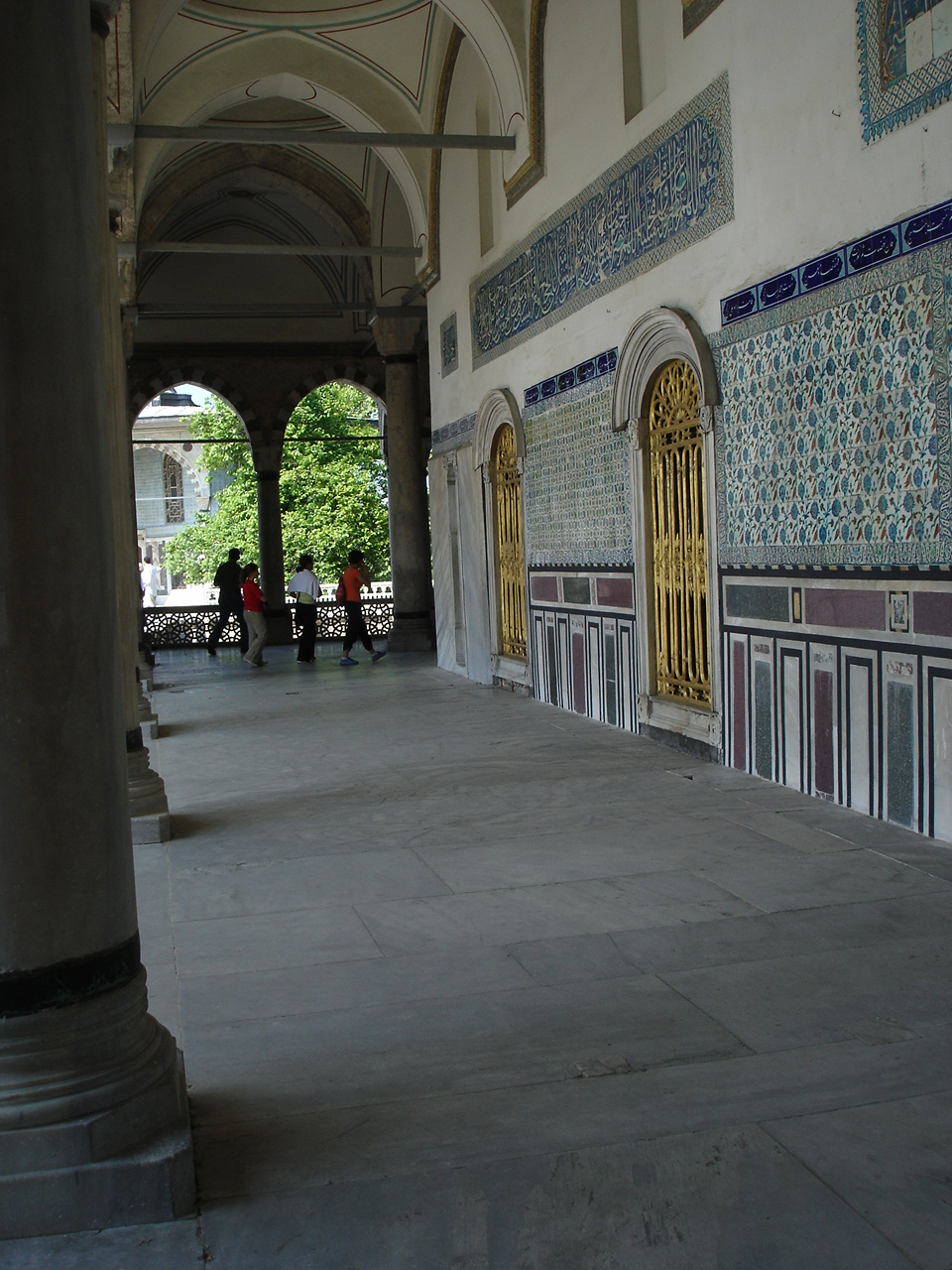
Le pavillon du Saint Manteau, depuis la quatrième cour

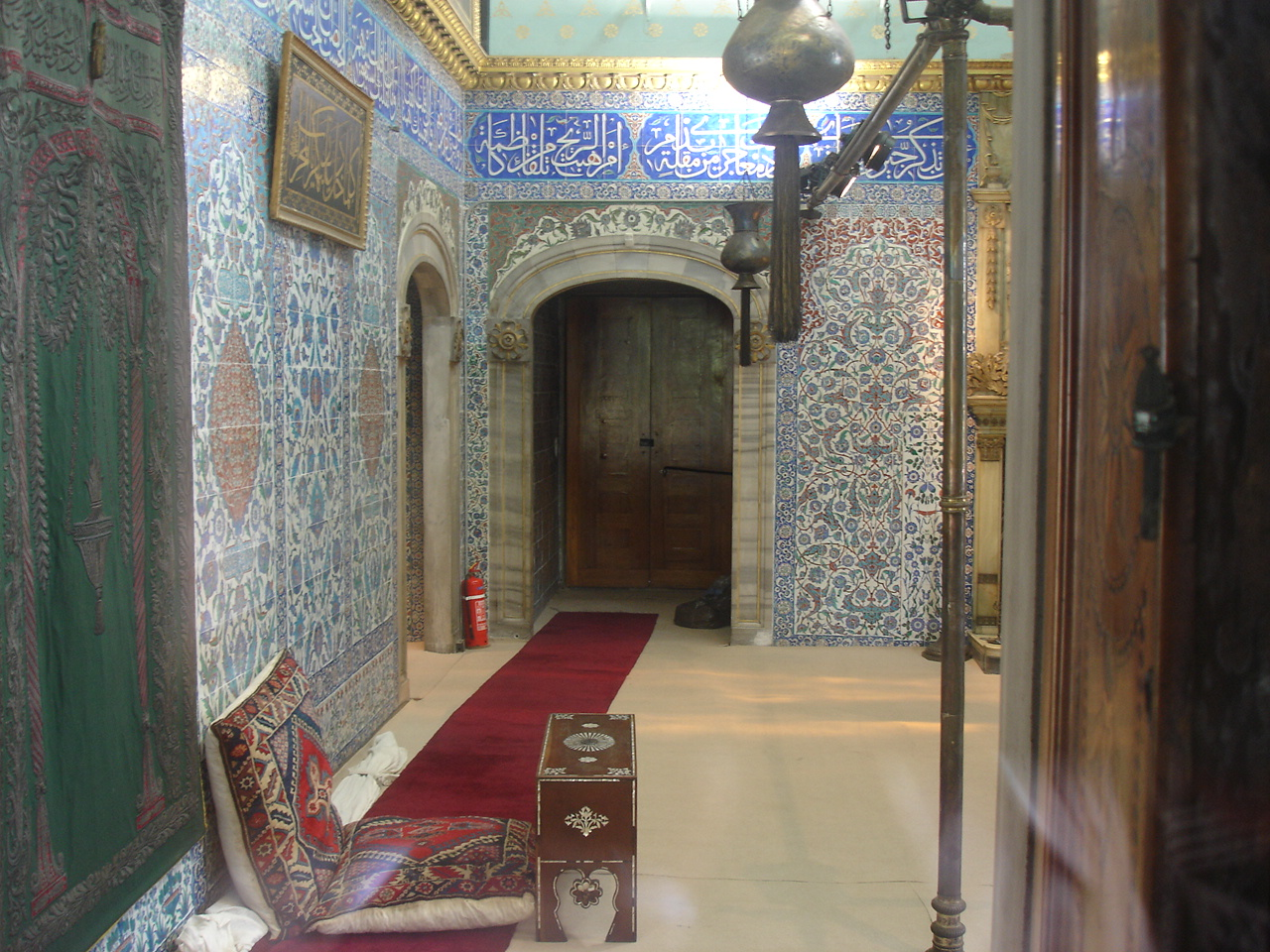
Dans la chambre du Saint Manteau

Le Saint Manteau, ou Manteau Béni, a été, selon la tradition, donnée par Mahomet au poète Kâab bin Züheyr. Son poème Kasida-ı Burda, qui prie Mahomet, décore la pièce . Il fait environ 1,83 mètre. Il est fait de laine noire souligné d'un galon de couleur crème
La tradition voulait que le sultan, sa famille et la cour rendent visite au Manteau durant une cérémonie spéciale le 15e jour du mois de Ramadan. Durant cette cérémonie, les participants embrassaient le manteau à travers une pièce de mousseline. Ce mouchoir décoré, le Noble Mouchoir (destimal-ı şerif), était fourni à chaque participant par l'agha de la mousseline (Tülbent Ağası).
Le Manteau est conservé dans un coffre d'or, dont seul le sultan possédait la clé. Ce coffre était ouvert lorsqu'il entonnait le Basmala. Le manteau était protégé par des morceaux de tissu carré dénommés bohças. Ces tissus entouraient un autre coffret d'or dans lequel quarante bohças enveloppaient le manteau lui-même. Le nombre quarante était considéré comme de bon augure.
L'agha de la mousseline plaçait le premier mouchoir sur le manteau, puis le sultan l'embrassait, suivi par les princes impériaux, les vizirs, les officiels, les invités et les eunuques. Des chants coraniques emplissaient la pièce pendant ce temps.
Les femmes suivaient, dirigées par la sultane validé, puis les conjointes, les concubines et les filles du sultan, de même que toutes les femmes des officiels présent où assistant à la cérémonie. La princesse impériale Ayşe Osmanoğlu, fille du sultan Abdulhamid II (1842-1918), en donna un rare témoignage dans son livre Babam Abdülhamit (Avec mon père le sultan Abdulhamid). 
« Nous avons commencé à nous préparer trois jours avant la visite au Saint Manteau, le quinzième jour du Ramazan. Nous nous sommes levées tôt pour revêtir nos plus belles robes de cérémonies, mettre nos joyaux et nous rendre à Topkapı. Ma grand-mère voyagea dans un carrosse du sultanat; les conducteurs portaient les uniformes brodés des étables royales, comme les chauffeurs du padishah. Halim Efendi, l'officier responsable des sorties du harem, était devant avec les gardes; Les ağas du harem, portant des uniformes brodés, suivaient le carrosse de ma grand-mère, qui était en tête. Nous avons quitté ainsi Yıldız pour Topkapı. Là, nous avons été rejoints par des femmes âgées qui venaient de Dolmabahçe, et nous nous sommes rendues dans les pièces affectées à chacune d'entre nous à Topkapı. Tous ceux, extérieurs au palais, qui avaient reçu une invitation, les sultanes mariées [les filles du sultan étaient appelées sultanes] et les femmes des ministres étaient là. Nous avions invités les personnes que nous connaissions personnellement.

Dans la chambre du fauteuil ma grand-mère s'installa sous un dais dans son costume royal, et nous allâmes toutes lui baiser la main. Nous attendions l'ouverture du pavillon du Saint Manteau. Les femmes du sultan Abülmecit [qui était décédé], Serfiraz et Şayeste, virent s'asseoir près de ma grand-mère. Usuellement, la valide paşa [mère du khédive d'égypte] assistait à la cérémonie.

Les baş musahip [Les eunuques du harem proches du sultan] vinrent au harem quand le pavillon fut ouvert et, avec un salut oriental, en informèrent ma grand-mère, la sultane valide. Elle se leva et derrière elle se rangèrent les femmes d'Abdülmecit, puis les sultanes, puis les kadın efendis, tous par ordre de précédence, et nous nous dirigeâmes vers le Pavillon du Saint Manteau. Tout le monde portait un mouchoir de mousseline sur la tête. Nous sentions des odeurs, car de l'encens brûlait partout, et, de derrière un rideau, provenait le son du Coran lu avec une voix d'une extrême beauté par le muezzin. Nos cœurs se remplirent d'un sentiment profond et humble de respect ; a petits pas, nos jupes balayant le sol, nous nous approchèrent en rang jusqu'au padishah qui se tenait devant le trône [c'est la seule mention d'un trône dans un récit d'une visite au Saint Manteau]. Avec un salut Oriental... nous prîmes le Noble Mouchoir qui nous était donné, l'embrassâmes, et, après l'avoir remis sur notre tête, revinrent nous placer en rang par ordre de précédence... 

Les jeunes princes, les fils du padishah, se tenaient en rang en uniforme au pied du trône.

Après nous, les valide paşa, les femmes des grands vizirs, les autres ministres et les şeyhülislâm sont entrés. La femme trésorière et les autres serviteurs du palais ont aussi participé à la cérémonie. À la fin de celle-ci, le baş musahip apparu, donna un salut oriental, et nous sortîmes en rang comme nous étions entrées, la valide sultan en tête.

Nos carrosses se rangèrent à la porte du Harem [ Porte des Carrosses ] de Topkapı par ordre de précédence, et nous sommes retournées au Palais Yıldız dans la même formation que nous avions utilisée à l'aller. Ces carrosses qui roulaient lentement du fait des chevaux, nous faisaient usuellement arriver au palais au moment du canon iftar [le canon qui annonçait la fin du jeûne durant le ramazan]. »
Un bouton du manteau était trempé dans l'eau de rose. Des gouttes de cette eau de rose étaient versées dans des cruches, qui étaient confiées à des personnes importantes. Cette eau était appelée l'eau du Saint Manteau (Hırka-ı Saadet Suyu) et on lui prêtait des qualités miraculeuses. Après la cérémonie, le sultan faisait remballer le manteau dans ses quarante bohças, la petite boite en or, les autres bohças et enfin le grand coffre d'or qui était replacé sous le dais d'argent jusqu'à l'année suivante.

## Sainte Bannière
La seconde plus importante relique est la Sainte Bannière, dite aussi Étendard Sacré de Mahomet (Sancağ-ı Şerif signifie littéralement « Noble bannière »). Elle serait la bannière de Mahomet lui-même, où au moins daterait de la même époque. L'acquisition de cet étendard par les Ottomans est disputée. La bannière a été utilisée pour la première fois lors d'une bataille contre les Habsbourgs en 1593 et de nouveau pour une guerre en Hongrie en 1594. La bannière était à Topkapı dès 1595. Après que Mehmed III a utilisé la bannière lors du siège victorieux d'Eger en 1596, la bannière est devenue un symbole de victoire pour les forces ottomanes,.
La bannière était parfois emportée en guerre pour encourager les troupes et garantir la victoire. Elle était sortie de son coffre par le sultan et fixée à un bâton. Il la transportait de la Chambre des saintes reliques à la Salle du Trône tandis que les officiels criaient « Allah Akbar ! » (Dieu est plus grand). Après cela, la bannière était transportée de la Salle du Trône à la Porte de la Félicité et placée là. Le grand vizir recevait la bannière des mains du sultan lors d'une cérémonie en Salle du Trône. Pendant que le vizir et les şeyhülislâm assistaient à la remise, le sultan embrassait la bannière et la confiait à son grand vizir avec ces mots : « Je te confie la bannière sacrée à toi, et toi à Dieu. Qu'il vienne à ton aide ! ». Après la bataille, la bannière était rangée de la même manière, le sultan la remettant dans son coffre tandis que des chants coraniques résonnaient et que de l'encens brûlait.
La bannière a aussi été utilisée lors de mutineries des janissaires en 1651 et pour la dernière fois en 1826.

## Le bol de Mahomet
Cette relique n'est pas conservée à Topkapı, mais fait pourtant partie des Reliques sacrées.
Un bol de 1 400 ans d'âge, utilisé par Mahomet, a été conservé par sa fille Fatima et son mari Ali, le quatrième caliphe et cousin de Mahomet. Après leur mort, le bol a été conservé par leurs enfants Hassan et Hussein. Le bol a été transmis de génération en génération par les descendants de Mahomet, jusqu'à ce qu'il atteigne la Grande-Bretagne. Le 21 septembre 2011, le bol a été transmis en Tchétchénie, et est désormais conservé dans la mosquée Cœur de Tchétchénie à Grozny.
À propos du bol, Ibn Kathir, lettré islamique et exégète du Coran, écrit dans son texte Les femmes du prophète Mahomet : 
« Il a été rapporté par Abu Huraira qu'en une occasion, quand Khadija était encore en vie, Jibril est venu au Prophète (paix et prières sur lui) et dit, "O Messager d'Allah, Khadijah approche avec un bol de soupe (ou de nourriture ou de boisson) pour toi. Quand elle viendra, accueille là avec la paix de son Seigneur et la mienne, et donne lui la bonne nouvelle d'un palais de joyaux dans le Jardin, où il n'y aura ni bruit ni fatigue." »